# Alice Taglioni

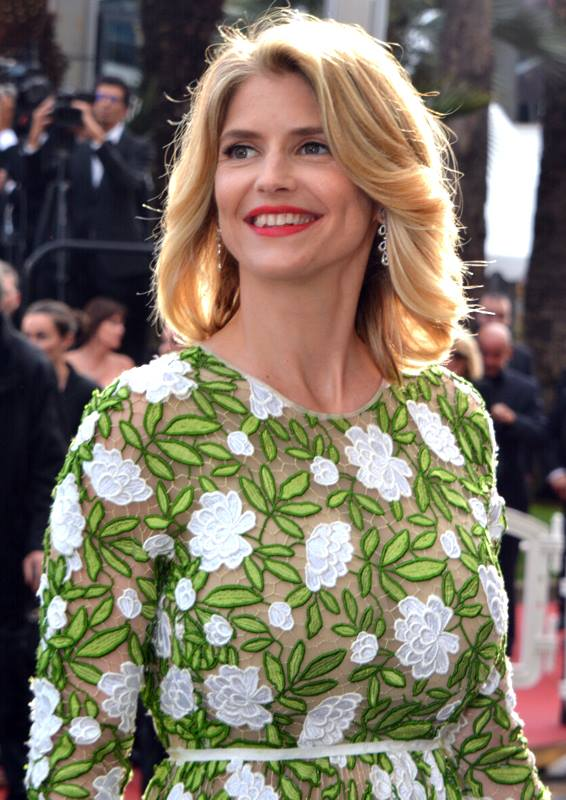
Alice Taglioni bei den Filmfestspielen von Cannes 2016

Alice Taglioni (* 26. Juli 1976 in Ermont) ist eine französische Schauspielerin.

## Leben und Karriere
Alice Taglioni begann ihre Filmkarriere im Jahr 2001 mit dem Film Dandy und Quatre copains. Daraufhin hatte sie eine Hauptrolle in Pakt der Druiden sowie Nebenrollen in The Pharmacist und Grande École.
Bis zu dessen Tod im November 2009 war Taglioni mit dem Schauspielkollegen Jocelyn Quivrin liiert; aus der Beziehung ging ein gemeinsamer Sohn (* 2009) hervor.

## Filmografie (Auswahl)

### Kinofilme

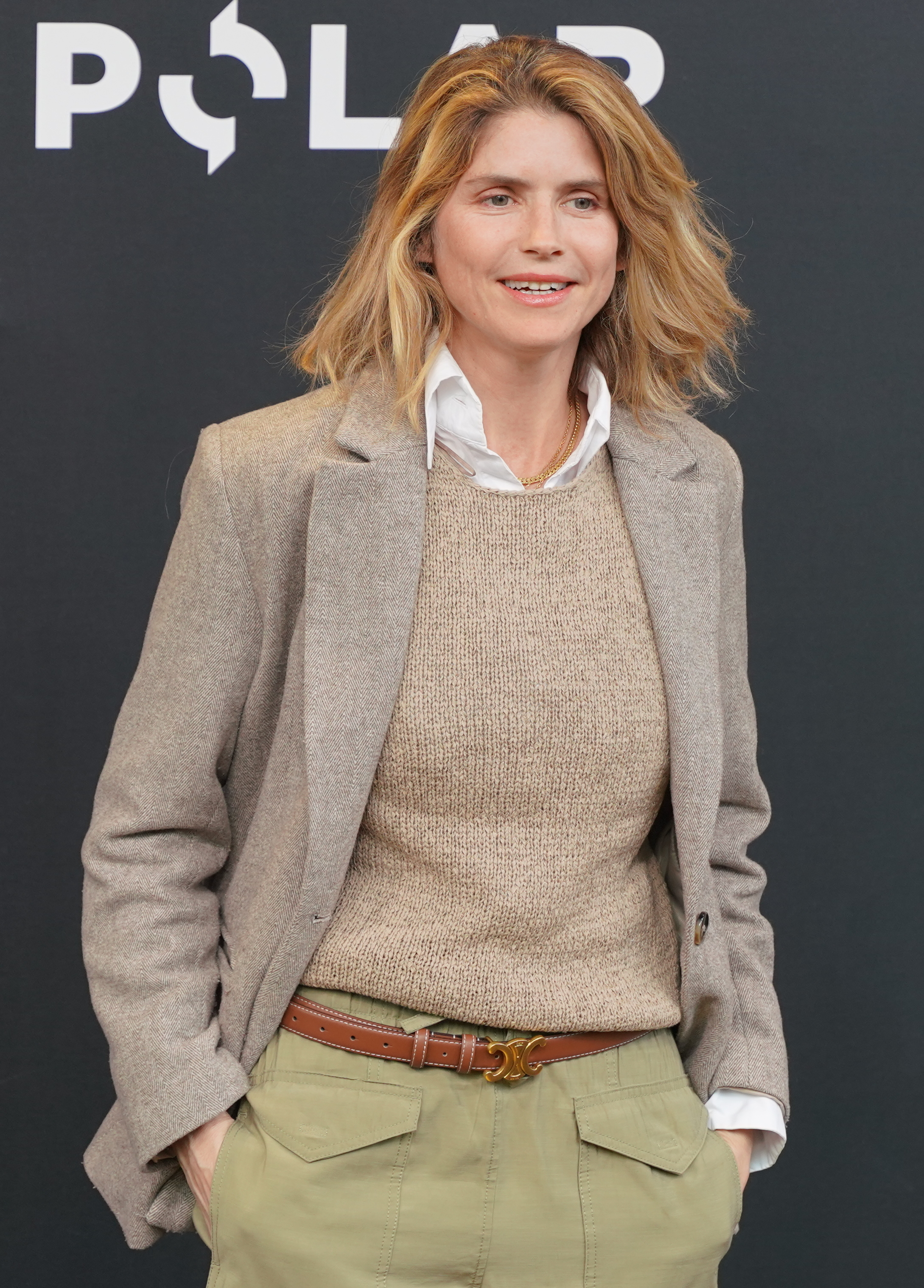
2025

- 2002: Jet Lag – Oder wo die Liebe hinfliegt (Décalage horaire)
- 2002: La bande du drugstore
- 2003: Pakt der Druiden (Brocéliande)
- 2003: The Pharmacist (Le pharmacien de garde)
- 2003: Don’t Worry, Be Happy (Rien que du bonheur)
- 2004: Grande École – Sex ist eine Welt für sich (Grande école)
- 2004: The Story of My Life (Mensonges et trahisons et plus si affinités …)
- 2005: Sky Fighters (Les Chevaliers du ciel)
- 2005: Le cactus
- 2006: Der rosarote Panther (The Pink Panther)
- 2006: In flagranti – Wohin mit der Geliebten? (La doublure)
- 2007: Die Schatzinsel (L’Île aux trésors)
- 2007: Détrompez-vous
- 2008: Notre univers impitoyable
- 2008: The Easy Way (Sans arme, ni haine, ni violence)
- 2008: Ca$h
- 2011: On the Run (La proie)
- 2012: Paris-Manhattan
- 2012: Zaytoun
- 2013: Cookie
- 2014: French Women – Was Frauen wirklich wollen (Sous les jupes des filles)
- 2014: Colt 45
- 2014: On a marché sur Bangkok
- 2015: Puerto Ricans in Paris
- 2015: First Growth (Premiers crus)
- 2016: Die Lebenden reparieren (Réparer les vivants)
- 2018: Der Flohmarkt von Madame Claire (La dernière folie de Claire Darling)
- 2019: Andy
- 2019: Je voudrais que quelqu’un m’attende quelque part
- 2021: Les fantasmes
- 2024: Nice Girls – Einsatz in Nizza (Nice Girls)
- 2025: Le routard

### Fernsehen
- 2001: Quatre copains
- 2002: Ton tour viendra
- 2002: P.J. (Fernsehserie, eine Folge)
- 2002: La vie devant nous
- 2003: Frank Riva (Fernsehserie, eine Folge)
- 2003: Adventure Inc. (Fernsehserie, eine Folge)
- 2003: Les enquêtes d’Éloïse Rome (Fernsehserie, eine Folge)
- 2015: Sanfter Mann sucht Frau (L’annonce)
- 2017: Mystère au Louvre
- 2019: Goldene Hochzeit mit Handicap (Noces d’or)
- 2019: Jamais sans toi Louna
- 2020: Au-dessus des nuages
- 2022: UFOs (OVNI(s), Fernsehserie, zehn Folgen)